# 阳明街道 (余姚市)
阳明街道，是中华人民共和国浙江省宁波市余姚市下属的一个街道，位于余姚市市区西北部。阳明街道总面积53.57平方公里，下辖20个行政村、8个社区和1个居委会，全街道户籍人口9.3万人，外来人口8.55万人（2008年）。

## 行政区划
下辖以下地区：
新城市社区、长安社区、富巷社区、阳明社区、胜山社区、龙泉社区、舜水社区、富巷社区、锦江社区、老方桥社区、庙弄村、丰山前村、康山村、二高村、丰南村、群立村、梁堰村、旗山村、潘巷村、畈周村、北郊村、新桥村、芝山村、西街村、姚驾桥村、方桥村和丰乐村。